# Michel Gatineau
Pour les articles homonymes, voir Gatineau (homonymie).
Michel Gatineau, né le 1er mars 1926 à Amiens (Somme) et mort le 3 juin 1989 à La Croix-du-Perche (Eure-et-Loir), est un acteur, directeur artistique et adaptateur français.

## Biographie
Michel Gatineau débute au théâtre dans les années 1950, puis au cinéma dans les années 1960 avec Le Repos du guerrier (1962) de Roger Vadim.
Il a notamment été très actif dans le domaine du doublage, doublant entre autres Horst Tappert dans Inspecteur Derrick et Michael Landon dans La Petite Maison dans la prairie et Les Routes du paradis.
À la fin des années 1970, il rencontre Jean-Pierre Steimer qui dirige la société de doublage  Interfilms et lui propose d’adaptation une série d'animation japonaise, UFO Robo Grendizer de Gō Nagai, dont Jacques Canestrier et Bruno-René Huchez viennent d'acheter les droits.
Michel Gatineau imagine tout le vocabulaire et les noms français inspirés des constellations, de la mythologie grecque et de la Bible, de ce qui s'intitule désormais « Goldorak ». Directeur artistique des enregistrements, Michel Gatineau double également le professeur Procyon. Au départ engagés pour 20 épisodes, les acteurs choisis par Michel Gatineau (dont Daniel Gall, son partenaire sur Inspecteur Derrick), le suivront jusqu’au bout des 74 épisodes.
Michel Gatineau a également adapté les séries La Bataille des planètes (1979), avec son fils Gilles, et Albator, le corsaire de l'espace (1980), qui comprend - elle aussi - de nombreuses références à la mythologie grecque, la psychologie humaine, l'histoire ou la philosophie des Lumières.
Il meurt des suites d'un cancer à l'âge de 63 ans. Il fut respectivement remplacé par Marc Cassot (qui avait déjà doublé certaines saisons de La Petite Maison dans la prairie) sur Michael Landon dans Les Routes du paradis puis par Jean Michaud sur Horst Tappert dans Derrick.

## Théâtre
- 1954-1955 : Gigi de Colette, mise en scène Jean Meyer, théâtre des Célestins et tournée Karsenty
- 1961 : Louisiane de Marcel Aymé, mise en scène André Villiers, théâtre de la Renaissance

## Filmographie

### Cinéma
- 1962 : Le Repos du guerrier de Roger Vadim
- 1963 : Le Bluffeur de Sergio Gobbi
- 1966 : Martin soldat de Michel Deville

### Télévision
- 1956 : En votre âme et conscience, épisode : Le secret des Feynarou de  Claude Barma
- 1965-1966 : Thierry la Fronde : Lionel de Clarence
- 1967 : Allô Police : Piana (épisode 21 : 'L'Homme en pyjama')

## Doublage

### Cinéma

#### Films
- Richard Burton dans :
  - Hôtel international (1963) : Paul Andros
  - La Nuit de l'iguane (1964) : le révérend Dr T. Lawrence Shannon
  - Le Chevalier des sables (1965) : Dr Edward Hewitt
  - Les Comédiens (1967) : Brown
  - Candy (1968) : MacPhisto
  - Quand les aigles attaquent (1969) : le commandant Jonathan Smith
  - Salaud (1971) : Victor « Vic » Daskin
- Kirk Douglas dans :
  - Un homme doit mourir (1963) : le sergent P.J. Briscoe
  - Première Victoire (1965) : le commandant Paul Eddington
  - Paris brûle-t-il ? (1966) : le général George S. Patton
  - Le Phare du bout du monde (1971) : Denton
- James Gregory dans :
  - Quinze Jours ailleurs (1962) : Brad Byrd
  - Patrouilleur 109 (1963) : le commandant C.R. Ritchie
  - La Charge de la huitième brigade (1964) : le major-général Alexander Upton Quaint
- Jack Palance dans :
  - Les Tueurs de San Francisco (1965) : Walter Pedak
  - Les Cavaliers (1971) : Tursen
  - Les Collines de la terreur (1972) : Quincey Whitmore
- Leslie Nielsen dans :
  - Harlow, la blonde platine (1965) : Richard Manley
  - Cinglée (1987) : Allen Green
- Yul Brynner dans :
  - La Folle de Chaillot (1969) : le président
  - Les Poulets (1972) : le sourd
- George Kennedy dans :
  - Tick... Tick... Tick et la violence explosa (1970) : John Little
  - Un beau salaud (1970) : Herkimer « Hoke » Birdsill
- Joseph Mascolo dans :
  - Les Nouveaux Exploits de Shaft (1972) : Gus Mascola
  - Les Dents de la mer 2 (1978) : Len Peterson
- 1948 : La Corde : Kenneth Lawrence (Douglas Dick)
- 1949[Note 1] : Noblesse oblige : l'avocat de la défense (Richard Wattis)
- 1951[Note 2] : Le Sentier de l'enfer : le sergent O'Hara (Forrest Tucker)
- 1956[2] : Les Années sauvages : Marshal Sommers (William Gargan)
- 1957 : La Belle et le Corsaire : Vazquez (Silvio Lillo)
- 1958 : L'Épée et la Croix : Anan (Massimo Serato)
- 1959 : Ben-Hur : voix secondaires
- 1959 : Trahison à Athènes : Andreas Piricos (Kieron Moore)
- 1959 : Tout près de Satan : le docteur (Charles Nolte)
- 1960 : La Rançon de la peur : Sam Christy (Jeff Chandler)
- 1960 : Les Combattants de la nuit : la voix off du speaker de l'Allemagne à la radio[Qui ?]
- 1960 : Liaisons secrètes : Arthur Gerandi (Paul Picerni)
- 1960 : Commando de destruction : le sergent 'Mike' Michaelson (Harry Morgan)
- 1961 : Don Camillo Monseigneur : Le leader communiste de Rome (Andrea Checchi)
- 1961 : Les maraudeurs attaquent : le sergent Kolowicz (Claude Akins)
- 1961 : Les Mongols : le grand maître des templiers (Vittorio Sanipoli)
- 1961 : Tonnerre apache : le soldat Ershick (Slim Pickens)
- 1961 : Quelle joie de vivre : un terroriste (Ugo Tognazzi)
- 1961 : Au péril de sa vie : Kulu (Errol John)
- 1961 : Le Cercle de feu : le motard Jim Richard[Qui ?] et un envoyé spécial[Qui ?]
- 1961 : Ville sans pitié : le barman[Qui ?]
- 1962 : La Conquête de l'Ouest : l'attorney de Lilith Prescott (David Brian)
- 1962 : Le Jour le plus long : le capitaine Frank (Ray Danton)
- 1962 : L'Homme qui tua Liberty Valance : Reese (Lee Van Cleef) (1er doublage)
- 1962 : Qu'est-il arrivé à Baby Jane ? : un des deux policiers de la plage abordant Baby Jane
- 1962 : L'enfer est pour les héros : le sergent Larkin (Harry Guardino)
- 1963 : Flipper : Porter Ricks (Chuck Connors)
- 1963 : La Revanche du Sicilien : le 2d truand[Qui ?] et le barman[Qui ?]
- 1963 : Mercredi soir, 9 heures... : le policier (James O'Rear)
- 1964 : Les Cheyennes : Carl Schurz (Edward G. Robinson)
- 1964 : Feu sans sommation : un homme de main de Spangler (William Tannen)
- 1964 : Becket : Henri II d'Angleterre (Peter O'Toole)
- 1965 : Et pour quelques dollars de plus : « Baby » Red Cavanaugh (José Marco)
- 1965 : La Plus Grande Histoire jamais contée : Jésus (Max von Sydow)
- 1965 : Le Docteur Jivago : Libertus (Gérard Tichy)
- 1965 : Ligne rouge 7000 : Jim Loomis (Anthony Rogers)
- 1965 : La Grande Course autour du monde : l'annonceur sur scène[Qui ?]
- 1966 : Khartoum : le colonel J. D. H. Stewart (Richard Johnson)
- 1966 : Grand Prix : Jeff Jordan (Jack Watson)
- 1966 : Mes funérailles à Berlin : l'inspecteur Reinhardt (Thomas Holtzmann)
- 1966 : Notre homme Flint : l'agent 0008 (Robert Gunner)
- 1966 : L'agent Gordon se déchaîne de Sergio Grieco : le croupier[Qui ?]
- 1967 : Hombre : Steve Early (Skip Ward)
- 1967 : On ne vit que deux fois : le général de l'US Air Force (Bill Nagy) et le premier agent chinois (Ric Young)
- 1967 : Le Lauréat : M. Maguire (Walter Brooke)
- 1967 : La Caravane de feu : Snyder (Sheb Wooley)
- 1967 : Le Diable à trois : le pharmacien (Pitt Herbert)
- 1967 : Custer, l'homme de l'Ouest : le prospecteur ligoté sur le chariot[Qui ?]
- 1967 : Camelot : Sir Lionel (Gary Marshal)
- 1968 : Le Raid suicide du sous-marin X1 : le quartier-maître George Henry Barlow (Nick Tate)
- 1968 : Un shérif à New York : le sergent Jackson (James Edwards)
- 1968 : Casse au Vatican : Richard Anderson (Marino Masé)
- 1969 : La Bataille d'Angleterre : le Squadron Leader Colin Harvey (Christopher Plummer)
- 1969 : Queimada : Sir William Walker (Marlon Brando)
- 1969 : Will Penny, le solitaire : Will Penny (Charlton Heston)
- 1969 : La Bataille de la Neretva : Stole (Bata Živojinović)
- 1970 : Les Canons de Cordoba : le major Wall (John Clark)
- 1970 : Chisum : Trace, le provocateur (Jim Burk)
- 1970 : Attaque au Cheyenne Club : Harley Sullivan (Henry Fonda)
- 1970 : Melinda : Dr Marc Chabot (Yves Montand)
- 1970 : Les Inconnus de Malte : le président en visite de l'île (Tom Eytle)
- 1971 : Le Corsaire noir : Skull (Bud Spencer)
- 1971 : Les Aventuriers de l'ouest sauvage : le prêtre (Robert Shaw)
- 1971 : Femmes de médecins : Dr Penfield (Ernie Barnes)
- 1971 : Un homme nommé Sledge : le shérif Ripley (Wayde Preston)
- 1971 : Pigeon d'argile : Frank Redford (Telly Savalas)
- 1972 : Gunn la gâchette : Joe Laurento (Stephen McNally), le caissier du club de Gunn[Qui ?] et un policier[Qui ?]
- 1973 : Mon nom est Personne : Honest John (R.G. Armstrong)
- 1973 : L'Homme des Hautes Plaines : Cole Carlin (Anthony James)
- 1973 : Shaft contre les trafiquants d'hommes : Emir Ramila (Cy Grant)
- 1973 : Les Dix Derniers Jours d'Hitler : le général Alfred Jodl (Philip Stone)
- 1973 : Le Boss : Carlo Attardi (Gianni Musy)
- 1974 : Le Parrain 2 : l'avocat Questadt (Peter Donat) (1er doublage)
- 1974 : Tremblement de terre : M. Griggs (Bob Gravage)
- 1974 : Gold : Dave Kowalski (Bernard Horsfall)
- 1974 : Un justicier dans la ville : le commissaire de Police (Stephen Elliott)
- 1974 : Truck Turner : le juge (Fred Weintraub), King[Qui ?] et un garde du corps de Desmond[Qui ?]
- 1974 : Contre une poignée de diamants : un ravisseur[Qui ?]
- 1974 : Le Retour du dragon[3] : Duke Slate (Tom Drake)
- 1975 : Barry Lyndon : le colonel Bulow (Ferdy Mayne)
- 1975 : La Chevauchée sauvage : Gebhardt (John McLiam)
- 1975 : Trinita, nous voilà ! : Raphael McDonald (Paul L. Smith)
- 1975 : Le Tigre de papier : le ministre des affaires étrangères (Ivan Desny)
- 1975 : Les Requins : Larry Hicks (David Canary)
- 1975 : La Route de la violence : le journaliste TV (Arnold Jeffers)
- 1975 : Les Insectes de feu : le révérend Kern (James Greene)
- 1975 : Liquidez l'inspecteur Mitchell : le chef Albert Pallin (Robert Phillips)
- 1976 : L'Innocent : le comte Stefano Egano (Massimo Girotti)
- 1976 : Buffalo Bill et les indiens : Ned Buntline (Burt Lancaster)
- 1976 : L'Inspecteur ne renonce jamais : Buchinski (Robert Hoy)
- 1976 : Keoma : George (Woody Strode)
- 1976 : La Bataille de Midway : le pilote japonais de l'avion éclaireur[Qui ?]
- 1976 : La Grande Bagarre : Don Pedro Gonzalo de Guadarrama (Mario Scaccia)
- 1976 : Cadavres exquis : le général (Claudio Nicastro)
- 1977 : Un espion de trop : Doug Stark (Roy Jenson)
- 1977 : Les Naufragés du 747 : Martin Wallace (Christopher Lee)
- 1977 : Le Convoi de la peur : Marquez (Karl John)
- 1978 : Mon nom est Bulldozer : le patron du tripot / un joueur de cartes (Nello Pazzafini)
- 1980 : La Formule : Arthur Clements (G. D. Spradlin)
- 1981 : Le Dragon du lac de feu : Grell (Albert Salmi)
- 1988 : Meurtre à Hollywood : Wyatt Earp (James Garner)

#### Films d'animation
- 1985 : Astérix et la Surprise de César : le bandit du désert / un garde du corps de Caius Obtus aux thermes
- 1986 : Astérix chez les Bretons : Cétautomatix / le capitaine Barbe-Rouge

### Télévision

#### Téléfilm
- 1967[Note 3] : Winchester 73 : Bart McAdam (Dan Duryea)

#### Séries télévisées
- Michael Landon dans :
  - La Petite Maison dans la prairie (saison 1, puis 4 à 8) : Charles Ingalls (1re voix)[Note 4]
  - Les Routes du paradis : Jonathan Smith (1re voix)[Note 5]
- L'Homme à la valise : McGill (Richard Bradford)
- Dick le rebelle : le capitaine Nathan Spiker (David Daker)
- Inspecteur Derrick : Stephen Derrick (Horst Tappert) - 163 épisodes (1re voix)[Note 6]
- Le Club des Cinq : M. Rogers (Friedrich von Thun)
- Deux ans de vacances :  narrateur
- Starsky et Hutch :  Gregg Morton (Bob Delegall) (#1.2) / voix diverses
- Capitaine Scarlet (1967) : le capitaine Noir
- Quentin Durward (1971) : narrateur épisode 1
- Columbo, épisode Édition tragique (1974) : Riley Greanleaf (Jack Cassidy)
- Cosby Show (1984) : Russell Huxtable (Earle Hyman)

#### Séries d'animation
- Goldorak (1978) : le professeur Procyon
- La Bataille des planètes : M. Cavelier
- Les Aventures de Tintin, d'après Hergé : Ahmed le terrible
- Candy : M. Brighton
- Grisù le petit dragon : le père de Grisu / voix-off
- Tamanoir et Fourmi rouge : Tamanoir

### Émission
- Discorama du 14 octobre 1961

## Direction artistique
- Goldorak

## Adaptation
- Goldorak
- Albator